# Xilitol
Xilitolul (etimologia provine din grecescul: ξύλον, care înseamnă "lemn" + sufixul -itol) este un îndulcitor folosit în mod natural ca un înlocuitor al zahărului. Se găsește în fibrele multor fructe, legume, ciuperci, cereale sau scoarța unor copaci. Xilitolul este la fel de dulce precum zaharoza având însă doar două treimi din calorii.
Xilitolul este un compus organic cu formula (CHOH)3(CH2OH)2, cu un aspect similar zahărului, având de 
asemenea același gust ca zahărul, este un excelent ajutor pentru sănătate.

## Utilizări
Cercetări din peste 40 de țări au demonstrat eficiența xilitolului în igiena orală, curățarea sistemului respirator, diabet, controlul greutății, sănătatea oaselor, sănătatea pielii. Xilitolul are o lungă istorie, începând cu anii 1800. Descoperit simultan de către oamenii de știință din Germania și Franța (care au creat inițial un sirop de xilitol), nu a fost comercializat decât după al II-lea război mondial, datorită unui deficit de zahăr în Finlanda. Devenind tot mai popular, oamenii de știință l-au studiat și au descoperit că este metabolizat în sânge fără să afecteze nivelul insulinei. În anii 1960 xilitolul era deja utilizat în Europa și Japonia ca o alternativă a zahărului mai ales pentru diabetici. În 1963 a fost autorizat și în SUA.
Deși este o substanță care se poate extrage natural, din cauza modului de procesare chimică, este important să vă asigurați de faptul că produsele pe bază de xilitol provin din surse și prin metode de procesare naturale.
Sănătatea orala

Indiferent de frecvența și intensitatea de periere a dinților, gura va conține o floră bacteriană. 
Gura este un loc perfect pentru bacterii, un loc întunecat, cald și umed. În fapt, este un loc unde mai mult de 600 tipuri de bacterii sunt conținute și se simt ca la ele “acasă”. În timp ce majoritatea sunt inofensive, un tip, numit Streptococcus mutans, este  legat direct de producerea cariilor. Cum afectează această bacterie dinții? Când aceste microorganisme se hrănesc cu zahărul și carbohidrații din alimente,  metabolizează alimentele prin fermentație. Acest lucru duce la producerea de acid lactic pe smalțul dur al dinților. Chiar dacă smalțul dinților este cea mai dură substanță din corpul uman, el este dizolvat în timp de către acidul produs, lăsând dinții vulnerabili la carii.
Lăsat liber, Streptococcus mutans se va înmulți în acest mediu, combinându-se cu resturile de zahăr formând o placă, iar aceasta se va lipi pe dinți. Dacă placa nu se îndepărtează zilnic, ea se va acumula în timp ducând la formarea tartrului. 
Lupta cu Streptococcus mutans pare dificilă, însă xilitolul face lucrurile simple. Structura sa chimică nu permite metabolizarea bacteriană, lucru care duce la o cantitate mai mică de acid în gură. 
Xilitolul nu permite aderarea plăcii la dinți, oprind astfel demineralizarea dinților, chiar încurajând remineralizarea dinților atunci când există deja carii formate.
Sute de studii și teste clinice au certificat aceste efecte extraordinare.

Utilizarea xilitolului in produse pentru igiena orală
Sănătatea sistemului respirator superior

Xilitolul poate preveni infecția din urechea mijlocie la copii prin oprirea creșterii bacteriilor în tubul care leagă urechea de nas. Aceasta este o veste minunată pentru părinți deoarece jumătate dintre copii suferă de cel puțin o infecție dureroasă a urechii în primul an de viața. Cercetări efectuate la Universitatea Oulu, Finlanda, asupra 159 bebeluși prin administrarea unui sirop de xilitol de cinci ori pe zi, au arătat că îndulcitorul a redus cu 30% numărul de infecții. Aceste beneficii nu sunt doar pentru bebeluși. Două studii efectuate pe mai mult de 1000 de preșcolari au arătat că mestecatul de gumă cu xilitol de cinci ori pe zi  duce la reducerea numărului de bacterii și la diminuarea cu 40% a infecțiilor urechii. Contactul cu bacteriile se face prin nas și gură, unde acestea se atașează de mucoase.
Xilitolul utilizat în spray-uri sau în spălări nazale previne atașarea bacteriilor pe căile respiratorii și ajută corpul să le îndepărteze, reducând riscul apariției infecțiilor și ajută la îndepărtarea poluanților din aer ce pot provoca astm și alergii.

Utilizarea xilitolului in produse pentru sistemul respirator
Insulina și diabetul

Diabetul de tip 2 a devenit o epidemie, în România numărul persoanelor care suferă de diabet este estimat la 1 milion. De obicei, diabetul începe cu rezistența la insulină, celulele neutilizând în mod corect insulina. În momentul în care crește nevoia de insulină, pancreasul își pierde treptat capacitatea de a o produce. 
Persoanele care suferă de diabet sunt sensibile la alimentele cu un 
grad ridicat al indicelui glicemic. Indicele glicemic arată cât de repede un aliment crește nivelul de zahăr din sânge. Cu cât este mai mare valoarea indicelui, cu atât mai rapidă este creșterea nivelului de zahăr din sânge. De exemplu, zahărul alb are un indice glicemic 85, zahărul brun are un indice glicemic 70, mierea are un indice glicemic 60. Pe de altă parte, xilitolul are un indice glicemic 7, extrem de scăzut.
Multe studii clinice au arătat că din moment ce consumul de xilitol nu ridică nivelul de zahăr din sânge, acesta este un îndulcitor excelent pentru diabeticii care doresc o alternativă gustoasă și convenabilă în alimentație, fără să își pună în pericol sănătatea. Atunci când îl cumpărați, este util să vă asigurați de puritatea xilitolului, evitând ca acesta să fie amestecat cu alți îndulcitori sau cu alte elemente chimice. 
Xilitolul pur și de bună calitate are un preț destul de ridicat, de aceea când cumpărați xilitol pentru alimentație, nu este important să căutați cel mai mic preț, deoarece poate însemna o combinare cu alte substanțe sau un xilitol produs prin metode nesănătoase.

Xilitolul si diabetul
Două observații sunt foarte importante în legatură cu xilitolul folosit în alimentație: 

- în primele zile poate avea un efect laxativ. Efectul este diferit de la o persoană la alta. Studiile au raportat că o adaptare completă se face în câteva săptămâni de consum, crescând gradual cantitatea de xilitol.

- deși nu prezintă absolut nici un pericol la oameni, totuși consumul de xilitol poate pune în pericol viața câinilor dacă aceștia înghit mai mult de 100 miligrame pe kilogramcorp. Acest lucru se datorează modului diferit în care câinii metabolizează zahărul din sânge.

## Legături externe
- Pagină educațională despre xilitol: www.xylitol.org
- Produse Xlear pe bază de xilitol: www.xlear.ro
- Produse Zellies pe baza de xilitol: http://www.zelliescleanwhiteteeth.com/
- Produse Ricochet pe baza de xilitol: http://thexylitoldepot.com[nefuncțională]
- BreathRx Halispheres Clean Mint
- Produse Globalsweet http://www.globalsweet.com/